# Smrt je moj poklic
Smrt je moj poklic (francosko La mort est mon métier) je roman, ki ga je napisal Robert Merle